# Кошин Сергій Мефодійович
Сергі́й Мефо́дійович Ко́шин (нар. 17 січня 1959, с. Жадень, Дубровицький район, Рівненська область) — український політик. Народний депутат України. Член партії ВО «Батьківщина». Голова громадської організації «Товариство сприяння обороні України».

## Біографія
В 1976 році закінчив Миляцьку середню школу. З 1976 до 1981 року навчався в Українському інституті інженерів водного господарства. За фахом — інженер-механік.
Свою трудову діяльність розпочав після закінчення школи в 1976 році слюсарем колгоспу імені Чапаєва Дубровицького району Рівненської області, а після закінчення інституту в цьому ж колгоспі працював завідувач ремонтної майстерні.
У 1982 році був обраний другим секретарем Дубровицького райкому комсомолу, де працював до вересня 1986 року.
З 1986 року до обрання народним депутатом України — директор Дубровицької автошколи ТСО України.
З 2002 року до 2007 року — два скликання працював помічником-консультантом народного депутата України Олександра Абдулліна за сумісництвом.
У 2010 році обраний головою обласної організації ТСО України на громадських засадах.
З 2017 року — Голова громадської організації «Товариство сприяння обороні України», у 2020 році був переобраний на посаду голови.

## Сім'я
- Дружина Кошин (Чмуневич) Віра Олексіївна — керуюча справами Дубровицької районної ради.
- Має сина Олексія та доньку Наталію.

## Політична діяльність
Двічі обирався депутатом Рівненської обласної ради (з 1990 до 1994 та з 1994 до 1998), двічі Дубровицької районної ради (з 1998 до 2002 та з 2006 до 2007 по списку «Блоку Юлії Тимошенко»).
Народний депутат України 6-го скликання з 25 грудня 2007 до 12 грудня 2012 від «Блоку Юлії Тимошенко», № 164 в списку. На час виборів: директор Дубровицької автомобільної школи ТСО України, член партії ВО «Батьківщина». Член Комітету з питань Регламенту, депутатської етики та забезпечення діяльності Верховної Ради України.
Рішенням фракції «БЮТ — Батьківщина», закріплений за 155 виборчим округом, до якого входять Дубровицький, Зарічненський та Рокитнівський райони Рівненської області.
Як член Комітету Верховної Ради України з питань регламенту, депутатської етики та забезпечення діяльності Верховної Ради України, за період роботи вніс майже два десятки законопроєктів та постанов, надав більше п'ятдесяти пропозицій до профільних Комітетів, а також понад сорок депутатських запитів до центральних органів влади.
У своїй законодавчій роботі відстоював виконання Законів України про соціальний захист ветеранів війни та праці, малозабезпечених, багатодітних сімей, захист громадян, які постраждали внаслідок аварії на Чорнобильській АЕС.

## Нагороди, державні ранги
Нагороджений Орден «За заслуги» III ступеня (2002), почесною грамотою Верховної Ради України (2009), орденом Святого Миколая Чудотворця за допомогу у відбудові храмів, грамотами Рівненської обласної ради та обласної адміністрації, а також нагороджений Почесним знаком ТСО України.